# Menu (GUI)

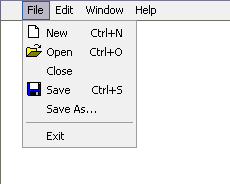
Ukázka počítačového menu v aplikaci.

Menu nebo nabídka (zřídka i jídelníček) je v informatice označení pro grafický řídící element (widget), který je tvořen seznamem položek reprezentujících činnosti dostupné v aplikaci. Menu může být víceúrovňové, na první úrovni pak bývají položky často uspořádány vodorovně a obvykle se pak nazývají lišta s menu (anglicky  menu bar).
Mnoho aplikací má menu trvale přístupné v hlavním okně aplikace; toto menu se nazývá hlavní nabídka, hlavní menu, menu programu nebo menu aplikace. Podle způsobu otevírání se nazývá také stahovací menu nebo roletové menu (anglicky Pull-down menu nebo Drop-down menu).
V některých aplikacích lze vyvolat menu závislé na okamžitém stavu programu, které se nazývá místní nabídka, kontextové menu, nebo podle způsobu jeho vyvolání vyskakovací nabídka (anglicky Pop-up menu).

## Použití
Menu je používáno v uživatelských rozhraních počítačů pro nabídky pro otevírání souborů, zobrazení nápovědy a podobně. Menu je často používáno v grafických uživatelských rozhraních pracujících s okny, ale může být využito i v textových uživatelských rozhraních.

## Ovládání
Nabídky jsou navrženy pro ovládání myší – výběr položky se provádí kliknutím levým tlačítkem na požadované položce. Obvykle však lze menu ovládat i pomocí klávesnice – položky z první úrovně lze obvykle vyvolat klávesovou kombinací klávesy Alt s prvním nebo zvýrazněným písmenem v požadované položce. Vybrané položky je pak možné přepínat pomocí kurzorových kláves, a stisknutím klávesy ↵ Enter lze vyvolat akci ze zvýrazněné položky. U některých položek mohou být uvedeny klávesové zkratky, kterými lze příslušnou akci vyvolat okamžitě, bez otevírání nabídky a bez procházení jednotlivých úrovní. Na obrázku v záhlaví jsou viditelné klávesové zkratky Ctrl + N pro zahájení editace nového dokumentu, Ctrl + O pro otevření existujícího souboru a Ctrl + S pro uložení souboru.